# Robert F. Heller
Robert F. Heller (* 25. Juli 1958 in Gelsenkirchen) ist ein deutscher politischer Beamter (CDU). Seit 2013 ist er Präsident der Bundesfinanzakademie.

## Leben
Von 1980 bis 1990 belegte er ein Studium der Rechtswissenschaft und Promotion zum Dr. jur. an der Universität zu Köln sowie Juristischer Vorbereitungsdienst beim Oberlandesgericht Köln. Von 1991 bis 1997 war er Referent in der Haushaltsabteilung des Bundesministeriums der Finanzen und des stellvertretenden Vorsitzenden des Haushaltsausschusses, von 1997 bis 1998 Referatsleiter für Steuerpolitik im Bundeskanzleramt und von 1998 bis 1999 Leiter des Büros und Referent für Haushalt, Finanzen und Steuern des stellvertretenden Vorsitzenden der CDU/CSU-Bundestagsfraktion Friedrich Merz. Von 1999 bis 2001 war er Staatssekretär bei der Berliner Senatsverwaltung für Finanzen und von 2001 bis 2010 Staatsrat der Hamburger Finanzbehörde.
Er war von 1999 bis 2010 Mitglied von Aufsichtsräten in öffentlichen Unternehmen, an denen das Land Berlin bzw. Hamburg beteiligt sind – in der Regel als Vorsitzender des Finanzausschusses, von 2001 bis 2010 Senator der Helmholtz-Gemeinschaft Deutscher Forschungszentren und stellvertretendes Mitglied des Wissenschaftsrates, von 2008 bis 2009 stellvertretendes Mitglied der Föderalismuskommission II für das Land Hamburg (Neuordnung der Bund-Länder-Finanzbeziehungen) und seit 2010 ist er Mitglied im Beirat Innere Führung beim Bundesministerium der Verteidigung.
Seit 1991 ist Heller Lehrbeauftragter, derzeit für Steuerrecht an der Universität Hamburg und Haushaltsrecht an der Helmut-Schmidt-Universität.
Vom 1. Juli 2011 bis zum Juni 2013 war Heller Leiter des Bereiches Finanzen und Steuern im Deutschen Industrie- und Handelskammertag. Seit dem 7. Juni 2013 ist er der Präsident der Bundesfinanzakademie.

## Privat
Robert F. Heller ist verheiratet und hat zwei Kinder.

## Veröffentlichungen
- Haushaltsgrundsätze für Bund, Länder und Gemeinden: Handbuch zum Management der öffentlichen Finanzen. Decker, 1998. ISBN 978-3-768-53397-3.